# Grzegorzew (gmina)

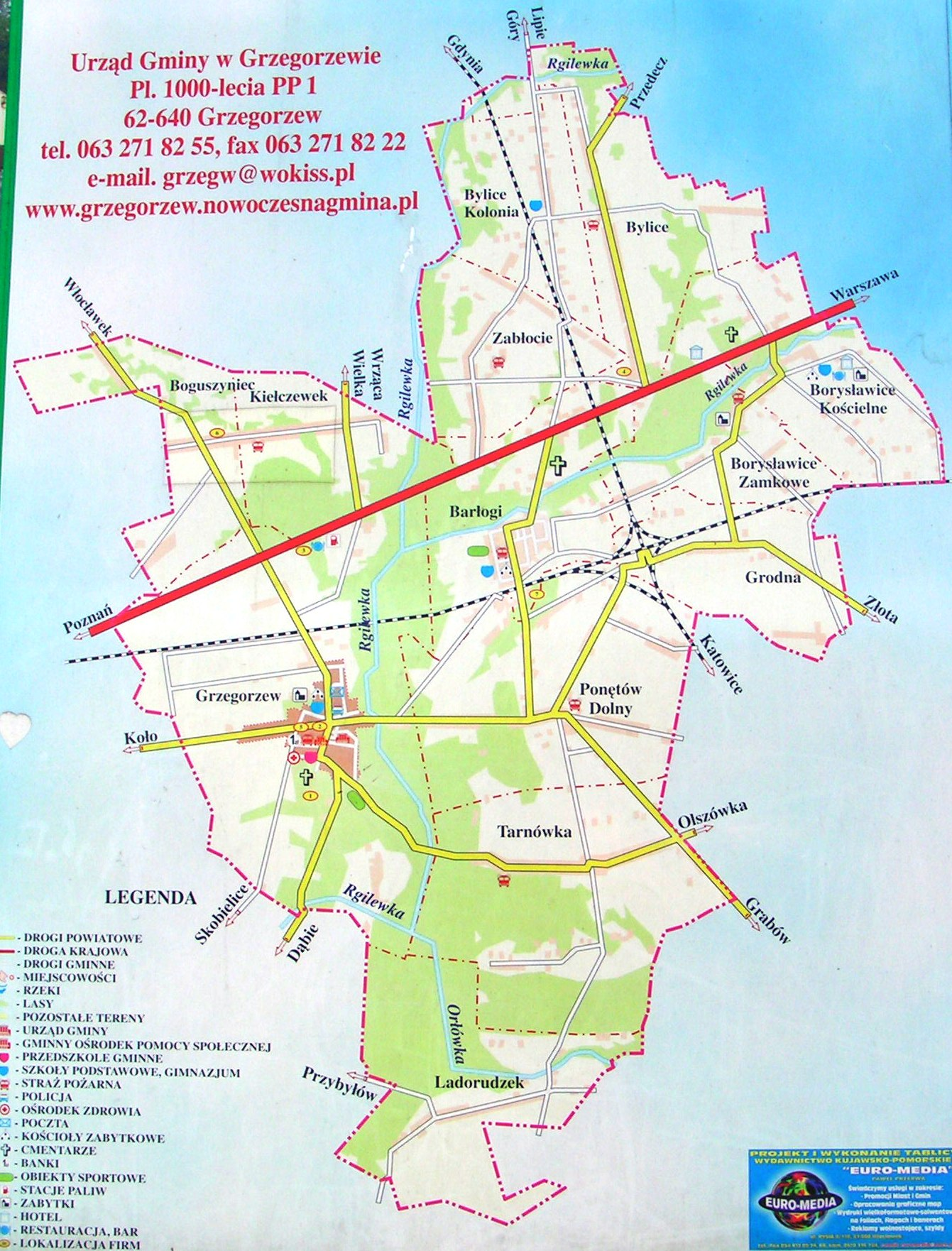
Mapa gminy Grzegorzew

Grzegorzew (do 1954 gmina Krzykosy) – gmina wiejska w Polsce położona w województwie wielkopolskim, w powiecie kolskim. W latach 1975–1998 gmina administracyjnie należała do województwa konińskiego.
Siedziba gminy to Grzegorzew.
Według danych z 30 czerwca 2006 gminę zamieszkiwało 5615 osób.

## Przyroda
Zachodnia część gminy Grzegorzew leży na Nizinie Południowowielkopolskiej (Kotlina Kolska), natomiast wschodnie krańce wchodzą w skład Wysoczyzny Kłodawskiej. Lasy stanowią zaledwie kilka procent powierzchni. Krajobraz zdominowany jest przez pola uprawne.

## Komunikacja
Przez gminę przebiega droga krajowa nr 92, łącząca gminę, z Poznaniem i Warszawą. Przez gminę przebiega także linia kolejowa Warszawa Zachodnia – Poznań Główny, na której znajduje się stacja kolejowa Barłogi oraz linia kolejowa Gdynia – Katowice. Skrzyżowanie obu linii kolejowych znajduje się w miejscowości Grodna.

## Parafie katolickie
Na terenie gminy znajdują się trzy kościoły parafialne obrządku rzymskokatolickiego. Wszystkie one wchodzą w skład diecezji włocławskiej.
- dekanat kłodawski
  - parafia św. Rocha w Barłogach
  - parafia Wniebowzięcia NMP w Borysławicach Kościelnych
- dekanat kolski
  - parafia Wniebowzięcia NMP w Grzegorzewie

## Struktura powierzchni
Według danych z roku 2002 gmina Grzegorzew ma obszar 73,43 km², w tym:
- użytki rolne: 84%
- użytki leśne: 5%

Gmina stanowi 7,26% powierzchni powiatu.

## Demografia

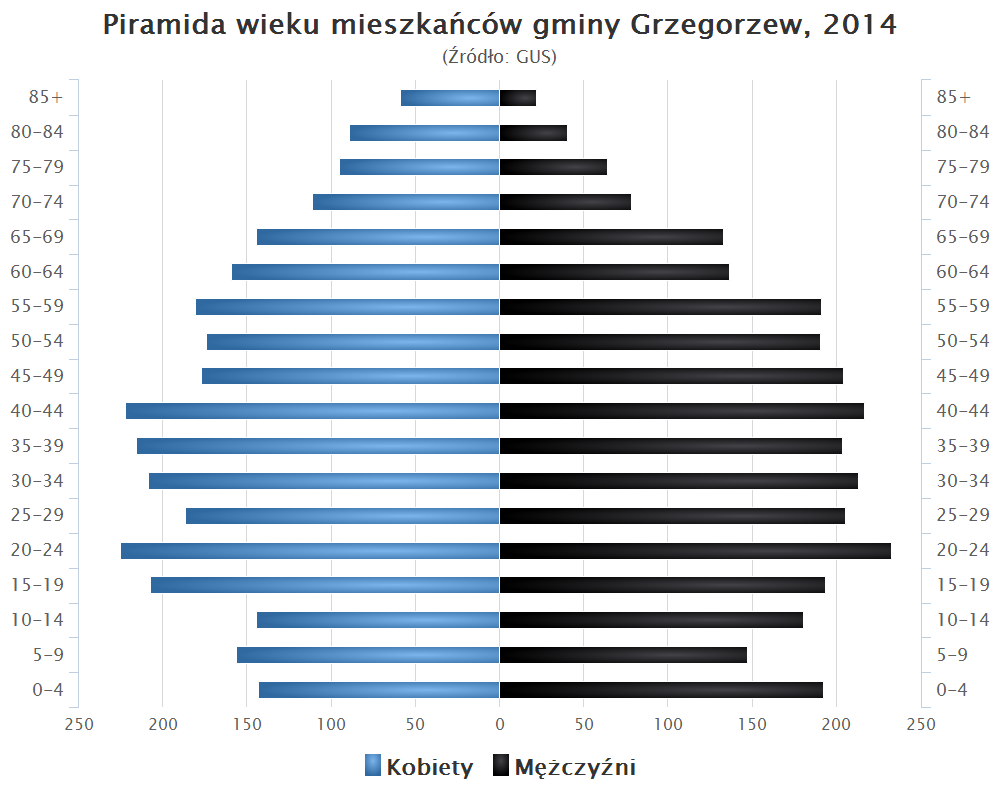
Piramida wieku mieszkańców gminy Grzegorzew w 2014 roku

Dane z 30 czerwca 2004:
| Opis                              | Ogółem | Ogółem | Kobiety | Kobiety | Mężczyźni | Mężczyźni |
| --------------------------------- | ------ | ------ | ------- | ------- | --------- | --------- |
| jednostka                         | osób   | %      | osób    | %       | osób      | %         |
| populacja                         | 5572   | 100    | 2826    | 50,7    | 2746      | 49,3      |
| gęstość zaludnienia (mieszk./km²) | 75,9   | 75,9   | 38,5    | 38,5    | 37,4      | 37,4      |

## Sąsiednie gminy
gmina Babiak, gmina Dąbie, gmina Kłodawa, gmina Koło, gmina Olszówka